# Lijst van Duitse films
Dit is een lijst van bekende Duitse films, in alfabetische volgorde.

## A
- Aguirre, der Zorn Gottes (1972)
- Aimée & Jaguar (1999)
- Der amerikanische Freund (1977)
- Anatomie (2000)
- Angst essen Seele auf (1974)
- Auch Zwerge haben klein angefangen (1970)
- Auf der anderen Seite (2007)
- Aus dem Nichts (2017)

## B
- Der Baader Meinhof Komplex (2008)
- Ballon (2018)
- Barfuss (2005)
- Berlin - Alexanderplatz (1931)
- Der blaue Engel (1930)
- Das blaue Licht (1932)
- Das blaue Licht (1976)
- Die Blechtrommel (1979)
- Die Blindgänger (2004)
- Blueprint (2003)
- Das Boot (1981)
- Die Brücke (1959)

## C
- Das Cabinet des Dr. Caligari (1920)
- Chasseurs de dragons (2008)
- Christiane F. - Wir Kinder vom Bahnhof Zoo (1981)

## D
- Deutschland im Herbst (1978)
- Die Drei von der Tankstelle (1930)
- Dresden (2006)
- Du bist nicht allein (2007)

## E
- The Edukators (2004, ook wel: Die fetten Jahre sind vorbei)
- Er ist wieder da (2015)
- Der ewige Jude (1940, ook wel: De eeuwige Jood)
- Das Experiment (2001)

## F
- Faust (1926)
- Die Feuerzangenbowle (1944)
- Fitzcarraldo (1982)
- Free Rainer - Dein Fernseher lügt (2007)

## G
- Gegen die Wand (2004)
- Good Bye, Lenin! (2003)

## H
- Harte Jungs (2000)
- Heaven (2002)
- Die Heilige und ihr Narr (1928)
- Heimat (1981, 1984, 1992, 2004 en 2006)
- Herz aus Glas (1976)
- Der Himmel über Berlin (1987)

## I
- Im Juli (2000)
- Im toten Winkel - Hitlers Sekretärin (2002)

## J
- Jeder für sich und Gott gegen alle (1974)
- Jud Süß (1940
- Der junge Törless (1966)

## K
- Kampf (1932)
- Keinohrhasen (2007)
- Kleinruppin forever (2004)
- Knocking on Heaven's Door (1992)
- Der Krieger und die Kaiserin (2000)

## L
- Das Leben der Anderen (2006)
- Die Legende von Paul und Paula (1973)
- Lektionen in Finsternis (1992)
- Der letzte Mann (1924)
- Der letzte Zug (2006)
- Lichter (2003)
- Lola (1981)
- Lola rennt (1998)
- Lore (2012)

## M
- M – Eine Stadt sucht einen Mörder (1931)
- Mädchen in Uniform (1931)
- Mädchen in Uniform (1958)
- Der Mann, der seinen Mörder sucht, (1931)
- 2 Männer, 2 Frauen - 4 Probleme!? (1998)
- Männer wie wir (2004)
- Mein Bruder, der Vampir (2001)
- Mein Vater (2003)
- Mephisto (1981)
- Milchwald (2003)
- Die Mörder sind unter uns (1945)

## N
- Die Nacht singt ihre Lieder (2004)
- Das Netz (1975)
- Nirgendwo in Afrika (2001)
- Nordwand  (2008)
- Nosferatu, eine Symphonie des Grauens (1922)

## O
- Oi! Warning (1999)

## P
- Perfume: The Story of a Murderer (2006, ook wel: Das Parfum, Die Geschichte eines Mörders)
- Pippi Longstocking (1997)
- Pippi Longstocking's Adventures on the South Seas (1999)

## Q
- Quax, der Bruchpilot (1932)
- Quick (1932)

## R
- Die Reise ins Glück (2004)
- Rosenstraße (2003)
- Die rote Jacke (2002)

## S
- Schultze Gets the Blues (2003)
- Die Söhne der großen Bärin (1966)
- Sonnenallee (1999)
- Sophie Scholl - die letzten Tage (2005)
- Spione (1928)
- Stalingrad (1993)
- Stratosphere Girl (2004)
- Stroszek (1977)

## T
- Tag 26 (2003)
- Tagebuch einer Verlorenen (1929)
- Das Testament des Dr. Mabuse (1933)
- Toni Erdmann (2016)
- Triumph des Willens (1935)
- Der Typ (2003)

## U
- Der Untergang (2004)
- Der Untertan (1951)
- Unterwegs (2004)

## V
- Vier Minuten (2006)

## W
- Was nicht passt wird passend gemacht (2002)
- Das weiße Band (2009)
- Die Welle (2008)
- Werk ohne Autor (2018)
- Das Wunder von Bern (2003)